# Тираминовый синдром
Тираминовый («сырный») синдром — развитие гипертензивных кризов и других осложнений при одновременном применении антидепрессантов группы ингибиторов МАО с пищевыми продуктами, содержащими тирамин или его предшественник тирозин (сыры, копчёности и др.), а также с лекарствами тираминоподобной структуры. Гипертензивные кризы при тираминовом синдроме могут сопровождаться повышением температуры, есть риск развития инфаркта миокарда или инсульта. Первым угрожающим симптомом тираминового синдрома является головная боль — сильная, обычно пульсирующая; боли могут быть настолько сильными, что напоминают ощущение ударов молота. Симптоматика кризов также может включать в себя сильную боль в сердце, обильное потоотделение, мидриаз, нарушения сердечного ритма, нервно-мышечную возбудимость, судороги:146, светобоязнь, тошноту, головокружение, рвоту. Голова и лицо могут стать багровыми, отёчными.
Как правило, тираминовый синдром развивается быстро и проявляется в течение 15—90 мин после приёма; чаще всего большинство симптомов исчезает через 6 часов. Летальные исходы возможны в результате осложнений на фоне гипертонического криза и острой сердечно-сосудистой недостаточности.

## Механизм развития
Моноаминоксидаза (МАО) — один из основных ферментов, участвующих в метаболической деградации катехоламинов и индоламинов. Изоформа МАО-А преимущественно метаболизирует норадреналин и серотонин; другая изоформа — МАО-Б — преимущественно дофамин, фенилэтиламин и бензиламин. Кроме того, МАО осуществляет метаболическую деградацию тирамина, который не только образуется эндогенно, но и может поступать в организм с пищевыми продуктами и обычно разрушается МАО-А в стенке кишечника и в печени, благодаря чему в норме почти не достигает кровотока.

Структурная формула тирамина

Препараты группы ингибиторов МАО (фенелзин, транилципромин, селегилин и др.) тормозят активность моноаминоксидазы, что приводит к увеличению биодоступности моноаминов и усилению их действия. Когда пациент, принимающий антидепрессанты группы ИМАО, получает пищу, содержащую вазоактивные амины, они не распадаются, а, напротив, попадают в кровоток и воздействуют на симпатические нервные окончания, что провоцирует выброс эндогенных катехоламинов и может приводить к тяжёлым гипертоническим кризам с признаками симпатической гиперактивности. В первую очередь это касается содержащегося в пище тирамина, однако другие вазоактивные амины — фенилэтиламин, дофамин и т. п. — также могут влиять на возникновение кризов. В частности, фенилпропаноламин, содержащийся во многих антиконгестантах и противокашлевых средствах, может при сочетании их с ингибиторами МАО вызывать гипертензивную реакцию.

## Меры предупреждения
При приёме неселективных необратимых ингибиторов МАО (фенелзин, ипрониазид, ниаламид, изокарбоксазид), а также транилципромина необходимо исключить из рациона следующие продукты:
- Молочные продукты
  - Все сыры, кроме свежего домашнего сыра (творога)[6], особенно острые и выдержанные[13]
  - Молоко, сливки[14]
  - Кефир[15]
  - Сметана[13][5]
- Мясо
  - Куриная печень[6], куриный паштет[15]
  - Говяжья[6] и свиная печень[5]
  - Жареная домашняя птица или дичь[4]
  - Мясные бульоны[15]
  - Колбаса для длительного хранения[5], сардельки[5]
  - Ветчина[5], салями[6]
  - Другие копчёные мясопродукты (заготовленные без использования заморозки)[6]
- Рыба и морепродукты
  - Икра[6]
  - Копчёная (заготовленная без использования заморозки), вяленая[6], маринованная рыба[4]
  - Сельдь (сушёная либо солёная)[6]
  - Паштет из креветок[6]
  - Устрицы[5]
- Овощи
  - Бобовые[13], в частности горох, фасоль[5], соевый сок[13], соевый соус, соевые добавки[16]
  - Квашеная капуста[6]
  - Красная свёкла[5]
- Фрукты
  - Бананы, авокадо[13], маслины, финики[5]
  - Перезрелые фрукты[6]
  - Консервированный инжир[6], изюм[13]
- Прочие продукты
  - Яйца[7]:146
  - Грибы[5]
  - Дрожжи[13], дрожжевые экстракты[6][4][13] (выпечка, содержащая дрожжи, например хлеб, разрешается[5])
  - Мороженое с сиропом[17]
  - Все виды печенья[13]
- Напитки
  - Красное вино[6][4][15] и некоторые другие вина[14]
  - Пиво, содержащее дрожжи (неочищенное)[6]

Продукты и напитки, которые могут употребляться только в умеренном количестве:
- Шоколад[6]
- Кофе[6][13]
- Пиво[6]
- Вино[6]

Пациентам необходимо дать рекомендации употреблять в пищу только свежие продукты (в особенности это касается рыбы, мяса, птицы, потрохов). Употребления любых продуктов, если они испорчены, покрыты плесенью, прогоркли или же срок хранения их истёк, следует избегать. 
Содержание тирамина во многих продуктах и напитках отнюдь не всегда одинаково. Так, было доказано, что в говяжьей печени количество тирамина может составлять от 5 до 274 мг/г, в зависимости от метода определения и от времени хранения продукта, а на количество тирамина в некоторых сырах влияет степень их зрелости. По некоторым подсчётам, в разных образцах пива одного и того же производителя содержание тирамина составляло от 0,19 до 1,31 мг/л, а ранние данные о том, что вино «Кьянти» содержит особенно высокие уровни тирамина, впоследствии не подтвердились.
При обращении пациента к врачу любой специализации врач должен быть проинформирован о том, что пациент принимает ИМАО. Эта мера предосторожности особенно важна, если требуется назначение других лекарств либо предстоят стоматологические процедуры или операция.
Необходимо также избегать использования следующих средств:
- Трициклические антидепрессанты[13].
- Обезболивающие препараты, продаваемые без рецепта, кроме чистого аспирина, ацетаминофена и ибупрофена[6].
- Наркотические анальгетики[10].
- Лекарства от простуды и аллергии, кроме чистого хлорфенирамина или бромфенирамина[6] (все антибиотики безопасны[5]).
- Препараты и ингаляторы, облегчающие носовое дыхание[6].
- Противокашлевые средства, кроме чистого настоя гуайфенезина[6] и противокашлевых капель на глицерине[5].
- Диетические таблетки[6].
- Пероральные гипогликемические средства[10].
- Адреналин[10][4].
- Леводопа[10][4].
- Дофамин[5].
- Антигипертензивные средства, такие как метилдофа и гуанетидин[4].
- Местные анестетики[4] с адреналином (местные анестетики без адреналина разрешены)[5]
- Стимуляторы[6], в том числе кокаин[4], риталин, амфетамины[13].
- Алкоголь[4].
- Барбитураты[4].

Пациент должен быть извещён о необходимости немедленно обращаться к врачу в случае повышения давления, сильной головной боли, тошноты, рвоты, боли в груди или других неожиданных симптомов.
Опасность взаимодействия сохраняется в течение двух недель после окончания приёма неселективных необратимых ИМАО, так как после прекращения их приёма уровень МАО возвращается к норме не сразу. Поэтому отменять диетические и медикаментозные ограничения следует не менее чем спустя 2 недели после прекращения приёма неселективных необратимых ИМАО (а вводить эти ограничения — за день до начала их приёма).
Обратимые ингибиторы МАО, в отличие от своих предшественников (необратимых ИМАО), ингибируют фермент на короткое время и обычно не вызывают тираминовых побочных реакций. Риск лекарственных взаимодействий и прессорных эффектов при приёме обратимого селективного ингибитора МАО-А моклобемида значительно ниже, чем при приёме неизбирательных ИМАО. Тем не менее пациентам (особенно больным гипертонией) следует избегать большого количества пищи, содержащей тирамин; также следует избегать приёма симпатомиметиков (эфедрин, псевдоэфедрин, фенилпропаноламин). Особенно значимы ограничения в диете при приёме высоких доз обратимых ИМАО: так, при применении моклобемида в дозах свыше 900 мг/сут риск взаимодействия с тирамином является клинически значимым.
Селективный ИМАО типа В селегилин используется в первую очередь для лечения болезни Паркинсона (в низких дозах — менее 10 мг в сутки), при этом диета с исключением продуктов, содержащих тирамин, не требуется. При болезни Паркинсона он используется в качестве дополнительной терапии в низких дозах (<10 мг в сутки). Антидепрессивный эффект селегилин оказывает в высоких дозах (например, 30 мг в сутки), однако в таких дозах он становится неселективным ингибитором МАО, поэтому соответствующие ограничения в диете должны соблюдаться.